# Biorobot
A Biorobot 2009-ben alapított magyar alternatívrock-együttes.

## Tagjai
- Bérczesi Róbert (ének, gitár)
- Nemes András (ének, gitár)
- Szöllősy Katalin (basszusgitár)
- Gálos Ádám (dob)

## Az együttes története
Az együttest 2009-ben alapította a Hiperkarma frontembereként ismert Bérczesi Róbert és a Pluto együttesből ismert Nemes András. Bár rövid idő alatt komoly elismerésekre tettek szert, a rádió a dalaikat sokat játszotta, és a szakma is komoly sikervárományosként tekintett az együttesre, az mégis rövid életű volt. A drogproblémákkal küzdő Bérczesi egy 2011 decemberében, a Gödör Klubban rendezett koncert után nem foglalkozott többet a zenekarral, így az hivatalos feloszlás nélkül, lassan elsorvadt. Két évvel később, 2013 decemberében, Nemes András szerzői kiadásként jelentette meg az egyetlen Biorobot albumot. Az együttes 2016 februárjában újra összeállt.

## Diszkográfia
- BioRoBoT (2013)